# Parafia św. Wojciecha w Dankowicach
Parafia pod wezwaniem Świętego Wojciecha w Dankowicach – parafia rzymskokatolicka znajdująca się w Dankowicach. Należy do dekanatu Wilamowice diecezji bielsko-żywieckiej. 
Według tradycji erygowana została w 1100 roku. A po raz pierwszy wzmiankowana w spisie świętopietrza parafii dekanatu Oświęcim diecezji krakowskiej z 1326 pod nazwą Damcowicz. Następnie w kolejnych spisach świętopietrza z 1335 jako Dampcovicz i z lat 1346–1358 pod nazwami Dambrovicz, Dambcovicz, Damcovicz.